# Neodohrniphora curvinervis
Neodohrniphora curvinervis är en tvåvingeart som först beskrevs av Malloch 1914.  Neodohrniphora curvinervis ingår i släktet Neodohrniphora och familjen puckelflugor. Inga underarter finns listade i Catalogue of Life.